# 落車
落車（らくしゃ）とは、オートバイや自転車などの競技において選手が転倒することである。公営競技の競輪およびオートレースでは公式の用語として用いられている。ロードレースやトラックレースでも用いられる。
公道での転倒も落車という場合もあるが、軽く転倒した場合は落車と言わない場合もある。

## 概要
競輪などの自転車競技で落車した場合は再び乗車して競走を続けなければならないが、それに起因する選手の怪我や自転車の故障により競技の続行が不可能となった場合は棄権の扱いとなる。
オートバイレースでも落車した場合は同様の扱いとなるが、オートレースは落車してからの再乗については周回における通過間隔が短いことや、車体の損傷次第では他の選手に対し危険を及ぼすため行なわれない。
自転車ロードレースの場合、ゴール前のスプリント争い等における危険防止策の一つとして、ゴール直前の区間（ツール・ド・フランスの場合ゴールから3km以内）での落車に巻き込まれた場合は、原則として元々選手が属していた集団と同タイムが与えられる救済措置が取られる（ただし山岳コースの山頂ゴールなど一部例外あり）。なお救済措置が適用される場合も選手は再乗車してゴールまでたどり着く必要があり、怪我等で再乗車が困難な場合は棄権扱いとなる。

## スラングとしての落車
自転車競技の放送番組である『J SPORTS cycle road race』の視聴者が言い始めたスラングであり「中継中に寝てしまいゴールを見逃す事」を指す。J sportsでは有名な大会を生中継しているが、これらは主にヨーロッパで開催されている。その為、時差の関係でゴールが深夜の12時-1時辺りになってしまうことからつい睡魔に負けて「落車」してしまう視聴者も居る。
また、ツールファン恒例イベント「激走！朝までツール・ド・フランス」（2009年は夕方に移動）でも、時間帯が時間帯だけに落車する観衆が相次ぐ事が恒例となっている。